# Euxoa oberthuri
Euxoa oberthuri là một loài bướm đêm trong họ Noctuidae.